# Olaf Hoffjann
Olaf Hoffjann (* 1971 in Borken) ist ein deutscher Kommunikationswissenschaftler. Seit 2019 ist er Professor für Organisationskommunikation und Öffentlichkeitsarbeit am Institut für Kommunikationswissenschaft der Otto-Friedrich-Universität Bamberg.

## Leben
Olaf Hoffjann studierte Publizistik, Politikwissenschaft, Wirtschaftspolitik und Neuere Geschichte an der Westfälischen Wilhelms-Universität in Münster. 2000 wurde er mit der Arbeit Journalismus und Public Relations. Ein Theorie-Entwurf der Intersystem-Beziehungen in sozialen Konflikten promoviert. Anschließend war er bis 2006 bei dem Unternehmen Fischerappelt Kommunikation in Berlin tätig – u. a. als Standortleiter und Leiter Public Campaigning. Von 2006 bis 2011 war er Professor für Kommunikationsmanagement an der privaten Mediadesign Hochschule in Berlin, von 2011 bis 2019 Professor für Medien und Marketing an der Ostfalia Hochschule in Salzgitter. Von 2010 bis 2014 war er zudem Sprecher der Fachgruppe PR/Organisationskommunikation der Deutschen Gesellschaft für Publizistik und Kommunikationswissenschaft.
Lehr- und Forschungsschwerpunkte von Hoffjann sind strategische Organisationskommunikation, Kommunikationsberatung und
Politische Kommunikation. In zahlreichen Print- und elektronischen Medien wurde über seine Forschung berichtet bzw. wurde er interviewt.

## Schriften (Auswahl)
- Journalismus und Public Relations. Ein Theorieentwurf der Intersystembeziehungen in sozialen Konflikten. 2. Auflage. Wiesbaden 2007.
- mit Roland Stahl (Hrsg.): Handbuch Verbandskommunikation. Wiesbaden 2010, ISBN 978-3-531-16787-9.
- Vertrauen in Public Relations. Wiesbaden 2013.
- mit Simone Huck-Sandhu (Hrsg.): UnVergessene Diskurse – 20 Jahre PR- und Organisationskommunikationsforschung. Wiesbaden 2013, ISBN 978-3-531-19121-8.
- mit Thomas Pleil (Hrsg.): Strategische Onlinekommunikation. Theoretische Konzepte und empirische Befunde. Wiesbaden, ISBN 978-3-658-03395-8.
- mit Hans-Jürgen Arlt: Die nächste Öffentlichkeit. Theorieentwurf und Szenarien. Wiesbaden 2015.
- mit René Seidenglanz: Allmächtige PR, ohnmächtige PR. Die doppelte Vertrauenskrise der PR. Wiesbaden 2017, ISBN 978-3-658-18455-1.
- mit Oliver Haidukiewicz: Deutschlands Blogger. Die unterschätzten Journalisten. Frankfurt am Main 2018.
- Kommunikationsberatung. Wiesbaden 2018.
- Grundwissen Public Relations. Ein Leitfaden für Studium und Praxis. 2. Auflage. München 2020.
- mit Simone Huck-Sandhu (Hrsg.): UnVergessene Geschichten – PR- und Organisationskommunikationsforschung autobiographisch. Wiesbaden 2021, ISBN 978-3-658-34674-4.
- Die Flucht in die Ambiguität: Strategische Kommunikation zwischen Ein- und Mehrdeutigkeiten. Wiesbaden 2022, ISBN 978-3-658-37676-5.
- Public Relations. Medienwissen kompakt. Wiesbaden 2023, ISBN 978-3-658-40479-6.